# Сонкая, Фатих
Фатих Сонкая (тур. Fatih Sonkaya; 1 июля 1981, Олту) — турецкий футболист, защитник.

## Карьера
Родился в Олту, в Восточной Анатолии. В юности вместе со старшим братом Озканом переехал в Херлен, Нидерланды. Футболом начал заниматься в школе «Роды». Там же начал профессиональную карьеру. Выступал за «Роду» на протяжении шести сезонов. Перед стартом сезона 2004/05 перешёл в «Бешикташ».
В 2005 году перешёл в «Порту». Вместе с клубом выиграл чемпионат и кубок Португалии, но сам на поле появлялся редко, сыграв всего пять матчей в чемпионате за всё время пребывания в клубе.
На правах аренды также играл за «Академику». Затем играл в чемпионате Азербайджана за «Хазар-Ленкорань». Завершил карьеру в клубе второго турецкого дивизиона «Кайсери Эрджиесспор» в 2010 году.
Провёл шесть матчей за сборную Турции. Провёл два матча на Кубке конфедераций 2003, на котором Турция заняла третье место.

## Достижения

### Клуб
Порту:
- Чемпион Португалии: 2005/06
- Обладатель Кубка Португалии: 2005/06

### Сборная
Турция:
- Бронзовый призёр Кубка Конфедераций: 2003